# Frederick Shava
Frederick Musiiwa Makamure Shava (Chivi, Rodesia del Sur, 20 de marzo de 1949) es un político y diplomático zimbabuense, quien fue nombrado ministro de Relaciones Exteriores y Comercio Internacional en febrero de 2021 y prestó juramento el 2 de marzo de 2021. También se desempeña como miembro del Senado de Zimbabue en representación de la provincia de Midlands, cargo que asumió oficialmente el 17 de marzo de 2021. Reemplazó al difunto Sibusiso Moyo tanto en el Senado como al frente del Ministerio de Relaciones Exteriores.

## Biografía
Frederick Shava nació el 20 de marzo de 1949 en el distrito de Chivi, en lo que entonces era la colonia británica de Rodesia del Sur. Asistió a la escuela secundaria en St. Ignatius College en Chishawasha y obtuvo una licenciatura en biología de la Universidad de Zambia o en la Universidad de Zimbabue. También tiene una maestría en Ciencias en nematología del Imperial College London y una maestría en Filosofía y un doctorado en Filosofía, ambos en parasitología en el Royal Holloway College.
Antes de su nombramiento como ministro de Asuntos Exteriores, Shava se desempeñó como representante de Zimbabue ante las Naciones Unidas, donde fue presidente del Consejo de Asuntos Económicos y Sociales de la ONU. Anteriormente ocupó un puesto en el gobierno de Robert Mugabe como ministro de Trabajo, Planificación y Desarrollo de la Mano de Obra de 1981 a 1986 y ministro de Estado para Asuntos Políticos en 1987. Mientras era ministro del gabinete en el gobierno de Mugabe, Shava fue condenado por perjurio en el escándalo del motor de Willowgate, asunto por el que luego fue indultado por el presidente. También se desempeñó como embajador de Zimbabue en China de 2007 a 2014.